# 薛柏倫
薛柏倫（英語：Alan Shepard，生于約1962年），美國及加拿大學者，西安大略大學現任（第11任）校長，於2019年7月上任，2021年12月31日起因病休假。他曾於2012年至2019年擔任滿地可康考迪亞大學校長。

## 早年生活及教育
薛柏倫出生於美國愛荷華州，擁有加拿大與美國雙重國籍。他擁有早期現代英語文學的學術背景。他於1983年由聖奧拉夫學院獲得英語文學學士學位，並於1990年由維珍尼亞大學獲得英文哲學博士學位。

## 職業
薛柏倫於1998年至2002年擔任德州基督教大學英文系的系主任。他於2002年移居加拿大，並在多倫多大學擔任訪問學者。
薛柏倫於2005年獲貴湖大學聘為協理學術副校長（associate vice-president academic）。2007年，他轉任懷雅遜大學的常務副校長（provost）及學術副校長（vice-president academic），並在該大學工作至2012年。在懷雅遜大學，薛柏倫領導創建了一個名為「數碼媒體區」（Digital Media Zone）的創業培育中心。
2012年8月，薛柏倫成為滿地可康考迪亞大學的校長。他的兩位前任Judith Woodsworth和Claude Lajeunesse都在任期中途因醜聞被免職。
2018年11月，薛柏倫宣布他將於2019年6月30日離任康考迪亞大學校長，轉任西安大略大學校長。2019年7月，薛柏倫接替Amit Chakma的職位，成為西安大略大學第11任校長。
薛柏倫曾擔任加拿大大學協會、史特拉福音樂節及大滿地可市商會的董事會成員。他現今是加拿大研究知識網絡（Canadian Research Knowledge Network）的主席。

## 個人生活
薛柏倫與他的丈夫Stephen Powell育有兩名子女。Stephen Powell為康考迪亞大學副教授。
2021年12月31日，薛柏倫校長因突發心臟病向西安大略大學提請休假。與校董會協商後，薛柏倫校長將他的職權託付予擔任常務副校長（provost）及學術副校長（vice-president academic）的Sarah Prichard博士，為期至少30日。

## 外部連結
- 西安大略大學網站上薛柏倫的簡介 （页面存档备份，存于）
- 康考迪亞大學網站上薛柏倫的簡介 （页面存档备份，存于）